# Pacta conventa
Pacta conventa (lat. dogovoreni sporazumi; zvana još i Qualiter, prema prvoj riječi) je navodni sporazum za koji se smatra da je sklopljen oko 1102. godine između ugarskog kralja Kolomana i hrvatskog plemstva. Takve sporazume sklapalo je i ostalo europsko plemstvo sa svojim kraljevima. Međutim, iako je sporna autentičnost i vrijeme nastanka tog sporazuma, o čemu polemika traje od sredine 19. stoljeća, vjerojatnost je da je doista postojao dokument koji je regulirao prava i obaveze između kralja i plemstva.

## Povijest
Najstariji nađeni rukopis ugovora potječe iz 14. stoljeća i nalazi se na kraju Trogirskog rukopisa djela Historia Salonitana Tome Arhiđakona, ali kao poseban dodatak umetnut nakon kroničareve smrti. Rukopis se sada nalazi u Narodnom muzeju u Budimpešti.
Naziv Qualiter je po početku dokumenta:
Qualiter et cum quo pacto dederunt se Chroates regi Hungariae
"Kako i kojim sporazumom su se predali Hrvati kralju Ugarske"
Spis je objavio Trogiranin Ivan Lučić u svom velikom djelu De regno Croatiae et Dalmatiae libri sex (Šest knjiga o kraljevstvu Hrvatske i Dalmacije) iz 1666. godine.
Prvi hrvatski političar koji se pozvao na Pacta conventa bio je Nikola Škrlec Lomnički, zagrebački veliki župan i raniji protonotar kraljevstva, na požunskom saboru 1790./1791. godine. Vjerodostojnost sporazuma još nekoliko desetljeća nije bila dovedena pod znak sumnje od strane mađarskih povjesničara, npr. György Fejér ga je 1829. uvrstio u svoj diplomatički zbornik i datirao 1096. godinom. Međutim, godine 1844. je mađarski povjesničar István Horváth pokrenuo pitanje autentičnosti i tvrdio da je Mađarska osvojila Hrvatsku silom. Politički motivirano sporenje hrvatskih i mađarskih povjesničara nastavilo se do 1918. Isticano je i da nije riječ o međudržavnom ugovoru, već o jednostavnoj bilješci (Ferdo Šišić, Milan Šufflay, Isidor Kršnjavi).
Današnji argumenti za osporavanje su:
- Pacta Conventa je pisana tri stoljeća kasnije korištenim vokabularom, dakle ona potječe iz 14. stoljeća;
- dokument ima genealoške netočnosti. Koloman se navodi kao sin kralja Ladislava, a zapravo je bio njegov nećak. Da je dokument autentičan, vjerojatno bi se navelo Kolomanovo točno srodstvo s prethodnim vladarom.
- u mađarskim izvorima nema spomena o tom dokumentu, što dodatno ukazuje na činjenicu da je spomenuti izvor falsifikat.

Poznata hrvatska povjesničarka Nada Klaić je o ovome obavijestila stručne krugove, a u svojoj je knjizi naglasila da je tu bila riječ o uobičajenom razvitku kroz koji su prolazile sve tadašnje mlade države. Ipak, opće je uvjerenje suvremenih povjesničara da je barem usmeni dogovor Kolomana s hrvatskim plemstvom postojao, o čemu svjedoči:
- zasebno krunjenje kraljeva za Hrvatsku,
- nastavak sazivanja hrvatsko-dalmatinskih i slavonskih sabora,
- održavanje banske službe
- privilegije dalmatinskim komunama (Trogir).

Neven Budak piše: »Ugovor između njega (Kolomana) i predstavnika dvanaest hrvatskih plemena u obliku u kojemu je dospio do nas svakako nije autentičan, ali je gotovo sigurno da je do nekog ugovora među njima moralo doći.«
Kao dokaz o postojanju dogovora, Nikola Jakšić navodi nalaz ostave s 2000 Kolomanovih srebrnjaka u selu Lepuri u široj okolici Benkovca, na lokaciji uz srednjovjekovnu cestu Via magna koja je vodila od Zadra u unutrašnjost preko Knina. U istom mjestu pronađen je crkveni kompleks iz vremena kneza Branimira, a topografskom analizom podataka iz nekoliko dokumenata Jakšić pokazuje da se radi o srednjovjekovnom selu Podgrađe u kojem je u 14. i 15. stoljeću bilo sjedište sudbenog stola. Smatra da je Podgrađe bilo mjesto saborovanja i ranije, pa da je upravo na tom mjestu došlo do sklapanja sporazuma kralja Kolomana s dvanaest hrvatskih rodova u zaleđu najvažnijeg dalmatinskog grada. Trag sporazuma bi po Jakšiću bila velika ostava novca iz Kolomanovog vremena.
Ivo Goldstein dolazak Arpadovića u Hrvatsku promatra kao normalnu srednjovjekovnu pojavu, uobičajenu i nimalo katastrofalnu. Osim toga, on podsjeća na to da je za vladavine Arpadovića država de facto djelovala prije kao neka vrsta personalne unije negoli kao jedinstvena država.

## Sporazum
Od god. 1102. Hrvatska i Ugarska su imale istoga vladara, ali kao dvije zasebne kraljevine. U Biogradu na Moru prigodom krunidbe, Koloman je obećao sva javna i državna prava Kraljevini Hrvatskoj, te je priznao hrvatskim velikašima još neke povlastice. Hrvati su pak priznali Kolomana za hrvatsko-dalmatinskog kralja i obvezali su se da će ga pomagati u ratu, i to o svom trošku do Drave, a preko Drave o njegovom trošku.
Sva vladarska prava Kraljevine Hrvatske prešla su na Kolomana i njegove nasljednike, pa su tako oni imali pravo na:
- imenovanje bana,
- izdavanje privilegija i darovnica,
- potvrda na saboru izglasanih zakona,
- skupljanje poreza i carina,
- uživanje "kraljevske zemlje" (lat. terra regalis) izumrle hrvatske narodne dinastije,
- vrhovno zapovjedništvo nad hrvatskom vojskom i
- određivanje vanjske politike.